# NGC 4547
NGC 4547 est une très vaste et lointaine galaxie elliptique (lenticulaire ?) située dans la constellation de la Grande Ourse à une distance d'environ 191 ± 13 Mpc (∼623 millions d'al). NGC 4547 a été découverte par l'astronome germano-britannique William Herschel en 1789.
Cette galaxie a fait l'objet de peu d'études. Google Scholar n'indique que trois publications pour celle-ci

## Caractéristiques

### Distance
Sa vitesse par rapport au fond diffus cosmologique est de 12 951 ± 10 km/s, ce qui correspond à une distance de Hubble de 191 ± 13 Mpc (∼623 millions d'al).